# Габријел Атал
Габријел Нисим Атал де Курис (фр. Gabriel Nissim Attal de Couriss; Кламар, 16. март 1989) је француски политичар који је био на функцији премијера Француске од јануара 2024 до септембра 2024.
Члан Ренесансне партије, Атал се брзо попео у политичким редовима након свог избора у Народну скупштину у јуну 2017; постао је млађи министар министра националног образовања и омладине 2018. године, чиме је постао најмлађа особа у Влади Француске, портпарол Владе 2020, министар за јавно деловање и рачуне 2022. Министар народне просвете и омладине 2023.
Дана 9. јануара 2024, усред велике владине кризе, француски председник Емануел Макрон је именовао Атала да замени Елизабет Борн на месту премијера Француске. Са 34 године постао је најмлађа особа и прва отворена геј особа која је служила као шеф владе Г7, као и девета отворено ЛГБТ особа и најмлађа особа која тренутно обавља функцију шефа државе или владе на свету.
Атал је постао један од најпопуларнијих политичара у Француској, а француски медији спекулишу да је он потенцијални кандидат на француским председничким изборима 2027. као наследник Макрона.

## Младост и образовање
Атал је рођен 16. марта 1989. у Кламару, Ил-де-Франс. Одрастао је у 13. и 14. арондисману Париза са три сестре. Његов отац, Ив Атал, био је адвокат и филмски продуцент; његова мајка, Мари де Курис, је радила као запослена у компанији за производњу филмова.. Његов отац је био Јевреј, а мајка православна хришћанка; Атал је одгајан у православној вери своје мајке, али није желео да задржи веру у каснијим годинама.
Атал је похађао Ecole alsacienne, ексклузивну приватну школу у 6. арондисману Париза. Добио је Бакалуреат са "чашћу" 2007. године. Наставио је да студира право на Универзитету Пантеон-Асас од 2008. до 2011. године, а магистрирао је јавне послове на Сајентис По 2012. Такође је провео годину дана (2009–2010) радећи са Ериком де Шасијем, директором Француске академије у Риму.
Његова политичка активност је започела када је учествовао на омладинским протестима 2006. године у Француској. Заузевши место у Сајентис По 2007. године, основао је комитет за подршку Ингрид Бетанкурт, франко-колумбијског таоца којег држи ФАРЦ.

## Политичка каријера

### Рана политичка каријера
Након стажирања у Народној скупштини Француске са Марисол Турен током председничке кампање 2012, Атал је пет година радио као саветник министра здравља, улога која је укључивала парламентарну везу и писање говора.
На општинским изборима 2014. Атал је био пети на листи Социјалистичке партије. Изабран је за једног од четири одборника Социјалистичке партије Ванвеа и преузео је вођство опозиције, након оставке шефа социјалистичке листе.

### Члан Народне Скупштине (2017–2018)
Атал је 18. јуна 2017. изабран у Народну скупштину Француске, представљајући 10. изборну јединицу Ог де Сена, победивши именованог наследника Андреа Сантинија.
Атал је убрзо сматран једним од најталентованијих нових чланова парламента, са Амели де Моншален. Као посланик Народне скупштине, постао је члан Одбора за културу и образовање, где је служио као бич групе Републике у покрету.
Атал је у децембру 2017. године именован за известиоца на предлог закона о приступу високом образовању.
Атал је именован за портпарола Републике у покрету у јануару 2018. и у септембру 2018, након избора Ришара Ферана за председника Народне скупштине, кандидовао се да га наследи на месту председника групе Републике у покрету, али је тог дана повукао своју кандидатуру пре избора када је важио за једног од три фаворита. Касније је подржао Ролана Лескура.

### Министар у Влади (2018–2024)
Дана 16. октобра 2018, Атал је именован за државног секретара (млађи министар) министра народног образовања и омладине Жан-Мишел Бланкера. Са 29 година био је најмлађи члан владе под Петом републиком, за неколико месеци је победио претходни рекорд који је поставио Франсоа Бароан 1995. године. Био је одговоран за питања младих и успостављање универзалног националног сервиса. Атал је био портпарол владе под премијером Жаном Кастексом од 2020. до 2022. године. Постао је министар за јавну акцију и рачуне у влади премијерке Елизабет Борн у мају 2022. године.
У јулу 2023, Атал је именован за министра народног образовања и омладине у реконструкцији француске владе 2023. године. Са 34 године постао је најмлађа особа на тој функцији под Петом републиком. На овој позицији, он је најавио забрану абаја по „принципу секуларизма“, проширивши забрану верских симбола у француским државним школама које су већ укључивале хришћанске крстове, јеврејске кипе и исламске велове.

### Премијер (2024)
Након оставке Елизабет Борн на место премијера 8. јануара 2024, медијски извори су објавили да је Атал фаворит да је наследи. Његово именовање за премијера објављено је 9. јануара 2024. Са 34 године постао је најмлађа и прва отворена геј особа на функцији у Француској. Такође је постао најмлађа особа која је тренутно на функцији шефа државе или владе на свету.
У недостатку парламентарне већине као резултат парламентарних избора 2022. године, Атал је формирао мањинску владу, другу од почетка Макроновог председништва. Он је именовао оно што је широко описано као кабинет са највише деснице откако је Макрон преузео дужност, са више од половине његових високих министара који су раније долазили из конзервативне странке УМП/ЛР.
Атал је један од најпопуларнијих политичара у Француској. Француски медији спекулишу да је он потенцијални кандидат на председничким изборима 2027. године.
Дана 16. јануара 2024, Атал је објавио да, као и Елизабет Борн пре њега, неће тражити гласање о поверењу Народној скупштини као што је имплицитно дозвољено у француском уставу.
Председник Макрон је 5. септембра 2024. именовао Мишела Барнијеа за новог премијера. На церемонији примопредаје следећег дана, Атал је одржао говор у коме је изразио своју фрустрацију што је имао само осам месеци на функцији – премало времена да би се било који од његових планова остварио. Напуштајући функцију премијера, преузео је вођство Макронове партије у Народној скупштини.

#### Састав Владе
| Функција                                                               | Име                | Странка |
| ---------------------------------------------------------------------- | ------------------ | ------- |
| Премијер                                                               | Габријел Атал      | RE      |
| Министар економије, финансија, индустријског и дигиталног суверенитета | Бруно ле Мер       | RE      |
| Министар унутрашњих послова и у иностранство                           | Џералд Дарманен    | RE      |
| Министар рада, здравља и солидарности                                  | Катрин Волтрен     | нема    |
| Министар народног образовања и омладине                                | Никол Белубе       | нема    |
| Министар спорта и Олимпијских и Паралимпијских игара                   | Амели Удеа-Кастера | RE      |
| Министар пољопривреде и суверенитета хране                             | Марк Фесно         | MoDem   |
| Министар културе                                                       | Рашида Дати        | нема    |
| Министар оружаних снага                                                | Себастјен Лекорну  | RE      |
| Министар правде                                                        | Ерик Дупон-Морети  | нема    |
| Министар за Европу и спољне послове                                    | Стефан Сежурне     | RE      |
| Министар еколошке транзиције и територијалне кохезије                  | Кристоф Бешу       | HOR     |
| Министар трансформације и грађанског сервиса                           | Станислас Гверини  | RE      |
| Министар вишег образовања и истраживања                                | Силви Ретajo       | нема    |

## Приватни живот
Године 2018, Атала је на Твитеру аутовао његов бивши колега из Алзашарске школе Хуан Бранко. Атал је у то време живео у грађанској заједници са Стефаном Сежурнеом. Њихова веза је окончана 2024. године.
Када су обоје похађали Алзашарске школе, Атал је имао везу са певачицом Џојс Џонатан, али Џонатан је рекла да је та веза била само „шала између нас“ и „заљубљивање у игру“.
Атал је у једном ТВ интервјуу рекао да је био подвргнут хомофобичном малтретирању у школи. Он је такође описао да је био мета хомофобичног и антисемитског говора мржње на друштвеним мрежама као политичар. Атал је такође критикован од стране ЛГБТ организација за људска права јер није био довољно отворен о својој сексуалности и промовисању ЛГБТ права.
Иако је крштен као припадник Руске православне цркве, Атал себе сматра атеистом.

## Порекло
Аталов отац био је туниског јеврејског и алзашког јеврејског порекла. Његова мајка је француског и руског порекла, њен деда Рус је стигао у Француску као избеглица. Родословци су међу њеним прецима пронашли и француско и руско племство, укључујући припаднике Галитзине. Преко своје мајке, Атал води порекло од француског краља Карла VI и краљице супруге Изабеле Баварске који су потписали Уговор из Троа чиме је енглески краљ Хенри V наследио француски престо током Стогодишњег рата.